# Западный черноголовый чекан

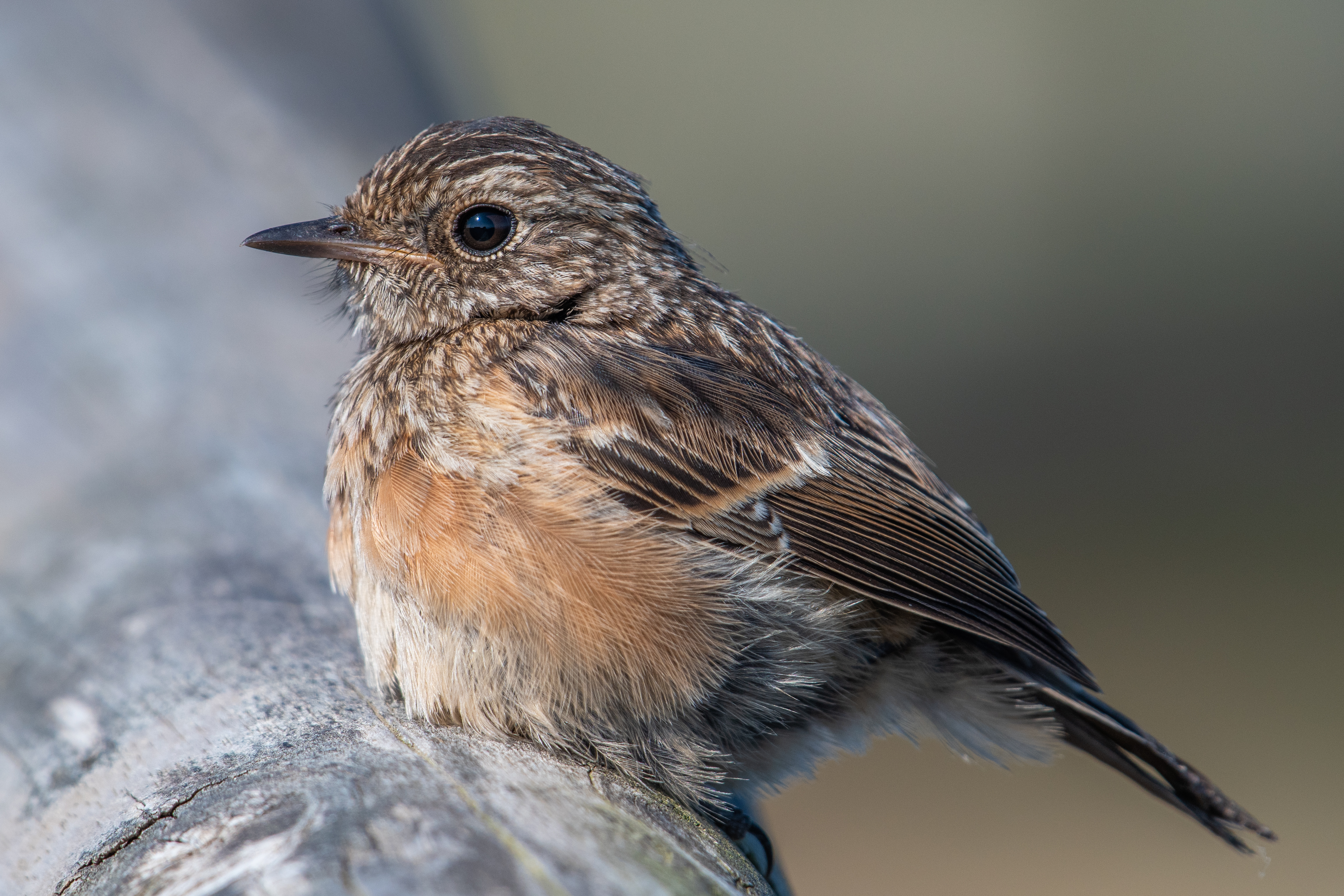
Молодая особь в Испании

Западный черноголовый чекан (лат. Saxicola rubicola) — певчая птица семейства мухоловковых. Оба родственных вида Saxicola torquata и Saxicola maura ранее считались подвидами общего вида под названием  Saxicola torquata, но позже  Urquhart & Bowley (2002) показали целесообразность разделения на 3 самостоятельных вида.

## Описание
Saxicola rubicola длиной примерно 12 см и весом от 10 до 13 г. У самца голова чёрная и на шее белое кольцо. Грудь окрашена в оранжево-красный цвет. У самки окраска не столь яркая.

## Распространение
Saxicola rubicola живёт на открытых площадях с редкостоящими кустами, например, на верховых болотах и пустошах. Регион зимовки — юг и запад Европы. В Центральной и Восточной Европе черноголовый чекан присутствует с марта по ноябрь.

## Питание
Saxicola rubicola питается насекомыми, пауками и червями, которых ловит чаще на земле.

## Размножение

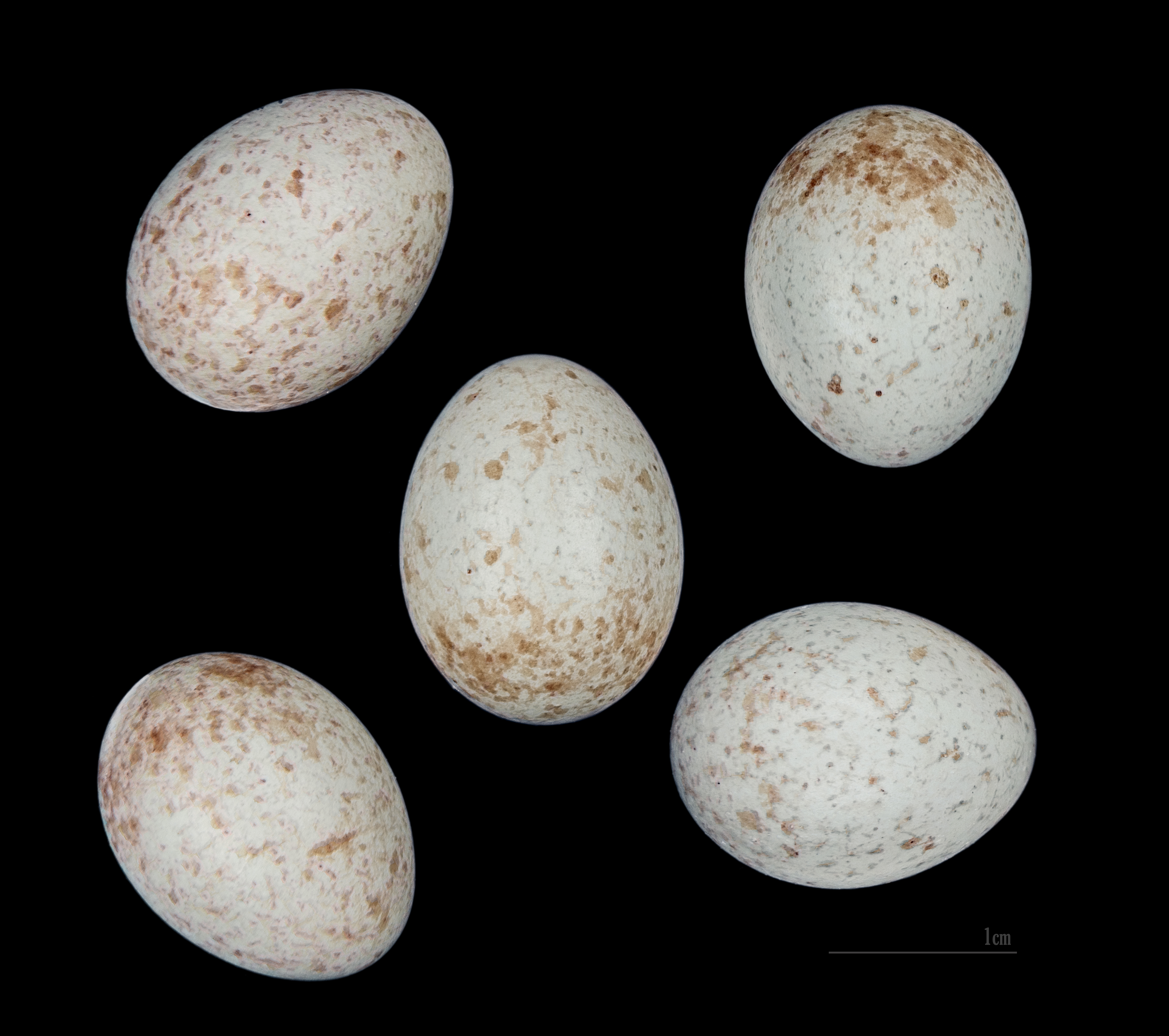
Saxicola rubicola

В период гнездования с марта по август появляется 2 выводка. Гнездо строится полностью самкой. Имеет форму рыхлой нетканой чаши. Гнездо хорошо замаскировано, строится из травы, стебельков, мха и корней в углублении на земле. Это рыхлая нетканая чашка из высушенной травы, усыпанная волосами и перьями. Яйца откладываются рано утром с ежедневными интервалами. Самка откладывает от 5 до 6 яиц, от бледно-голубого до зеленовато-синего цвета с красно-коричневыми веснушками. Их насиживают 13–14 дней самка. Оба родителя ухаживают за птенцами и кормят их. Птенцы оперяются через 12–16 дней после вылупления, но продолжают кормиться обоими родителями в течение следующих 4–5 дней, после чего самка начинает строить новое гнездо для другого выводка, а самец продолжает кормить детёнышей ещё 5-10 дней.